# Montgé-en-Goële
Montgé-en-Goële település Franciaországban, Seine-et-Marne megyében. Lakosainak száma 724 fő (2022. január 1.). Montgé-en-Goële Marchémoret, Nantouillet, Le Plessis-aux-Bois, Saint-Mard, Saint-Soupplets, Vinantes, Cuisy és Juilly községekkel határos.

## Népesség
A település népességének változása:
| Lakosok száma | 710  | 739  | 762  | 772  | 757  | 743  | 728  | 720  | 724  |
|               | 2013 | 2015 | 2016 | 2017 | 2018 | 2019 | 2020 | 2021 | 2022 |